# キャシー・ジョーダン
キャシー・ジョーダン（Kathy Jordan, 1959年12月3日 - ）は、アメリカ・ペンシルベニア州出身の元女子プロテニス選手。1983年の全豪オープン女子シングルス準優勝者。姓名の略称である“KJ”がそのままニックネームになっていた。WTAツアーでシングルス3勝、ダブルス41勝を挙げた。実の姉バーバラ・ジョーダン (テニス選手)は、1979年の全豪オープン女子シングルス優勝者である。
ラケットを厚めのウエスタングリップで握りフォアハンドストロークは回転量の多いトップスピン、バックハンドはそのグリップのままラケットの裏面を使いこれまた回転量の多いスライス（ごくまれにフラット気味の軽打も放つ）、さらにボレーまでそのグリップのままこなすという独自のスタイルで戦っていた。
高校在学中はバスケットボール部員として活躍したが、1979年6月にプロテニス選手となる。同年11月に「東京エメロンカップ」というトーナメントで初来日する。この年、キャシー・ジョーダンは女子テニス協会の「最も印象的な新人選手賞」（Most Impressive Newcomer Award）を受賞した。彼女の経歴のハイライトとなった1983年は、まずウィンブルドンで準々決勝進出があった。この時敗れたビリー・ジーン・キング夫人は、39歳にしてまだ第10シードの位置にいた。そして、当時は年末開催だった全豪オープンがやってくる。ジョーダンはこの大会で初の4大大会決勝進出を果たしたが、最盛期を迎えた第1シードのマルチナ・ナブラチロワに 2-6, 6-7 のストレートで敗れて準優勝に終わり、4年前の姉バーバラ・ジョーダン (テニス選手)の快挙に続くことはできなかった。1984年はウィンブルドンで自己最高成績を出したが、準決勝でまたナブラチロワに敗れる。その後は故障などもあり、4大大会のシングルスで好成績が途絶えた。
キャシー・ジョーダンはダブルスの名手として、4大大会の女子ダブルスではすべてのタイトルを獲得した。1980年に全仏オープンとウィンブルドンの女子ダブルスで優勝し、1981年には全米オープンと全豪オープンを制している。4つともパートナーはアメリカのアン・スミスで、同一ペアによる「キャリア・グランドスラム」の偉業達成となった。後年はオーストラリアのエリザベス・スマイリーとペアを組むことが多くなり、1985年のウィンブルドンの女子ダブルスではスマイリーと組んで5年ぶり2度目の優勝を果たした。とりわけ、1985年ウィンブルドンの女子ダブルス決勝では、ジョーダン＆スマイリー組はマルチナ・ナブラチロワ＆パム・シュライバー組の女子ダブルス「109連勝」の歴代1位記録を止めている。
ジョーダンは混合ダブルスでも、1986年に全仏オープンとウィンブルドンで2大会連続優勝がある。パートナーは両方ともケン・フラック（アメリカ）と組んだ。
ジョーダンは日本のトーナメントでの活躍も多く、1987年と1988年の「ジャパン・オープン」で女子ダブルス2連覇がある。1991年2月にエリザベス・スマイリーとのペアで「東レ パン・パシフィック・オープン・テニストーナメント」のダブルスで優勝したが、これがジョーダンの現役生活最後の優勝となる。1991年全米オープンで、ジョーダンは現役引退を宣言した。
テニスの歴史を通じて、姉妹が揃って4大大会の決勝に進出したのは、1884年に第1回ウィンブルドン選手権の女子シングルス決勝で“姉妹対決”をしたモード・ワトソンとリリアン・ワトソン（イングランド）以来のことであり、テニス界の「オープン化時代」（1968年以後）では初めての快挙だった。最近ではアメリカの黒人姉妹、ビーナスとセリーナのウィリアムズ姉妹がともに世界ランキング1位の座に立ち、ワトソン姉妹やジョーダン姉妹とは比較にならないほどのプレーを展開してきた。

## 4大大会ダブルス優勝
- 全豪オープン　女子ダブルス：1勝（1981年）　［女子シングルス準優勝：1983年］
- 全仏オープン　女子ダブルス：1勝（1980年）／混合ダブルス：1勝（1986年）
- ウィンブルドン　女子ダブルス：2勝（1980年・1985年）／混合ダブルス：1勝（1986年）
- 全米オープン　女子ダブルス：1勝（1981年）